# السيرة النبوية

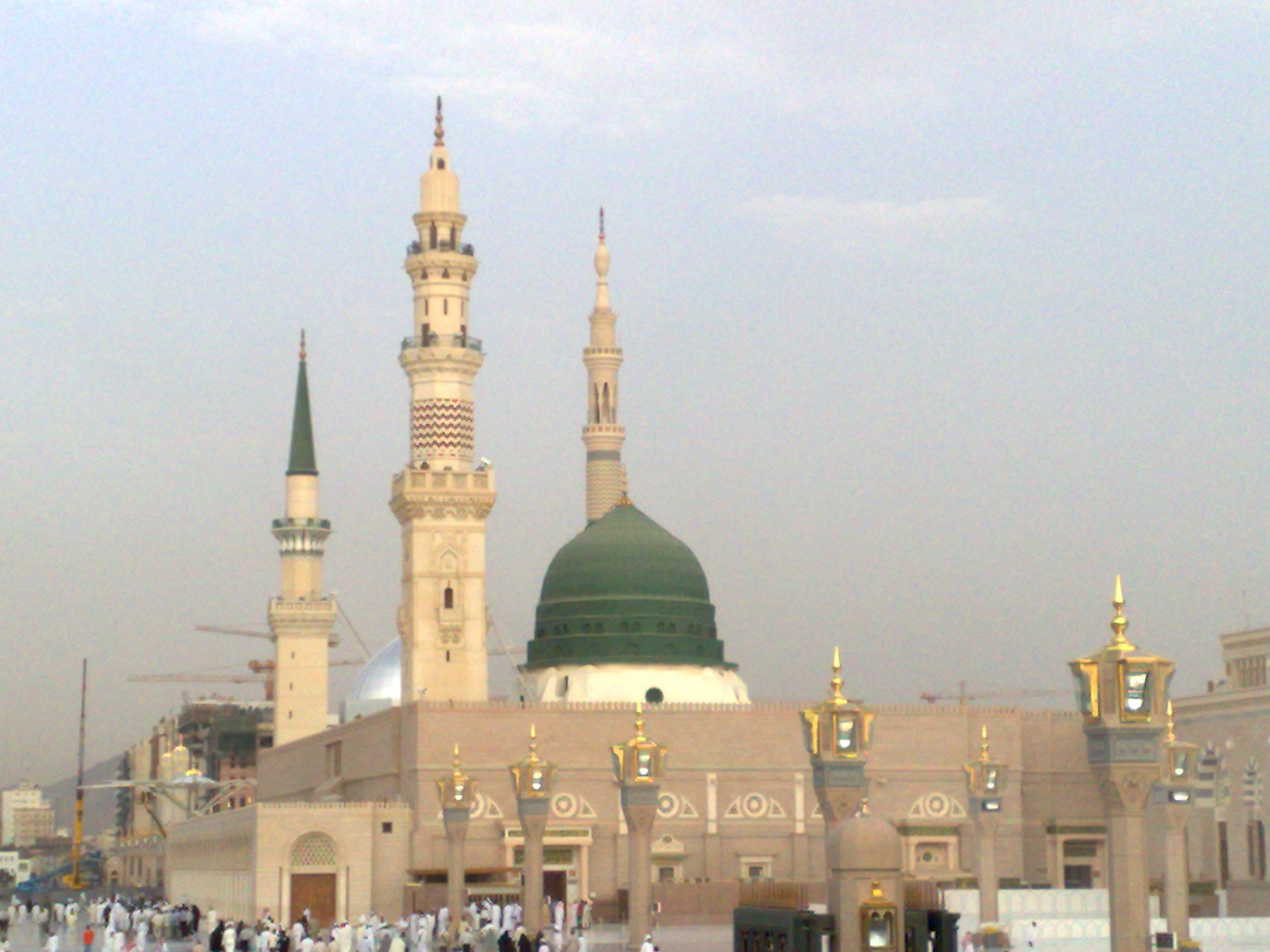
المسجد النبوي والقبة الخضراء فوق قبر النبي محمد.

كتاب السيرة النبوية لابن هشام أحد أشهر كتب السيرة.

السيرة النبوية يقصد بها سيرة النبي محمد،صلى الله عليه وسلم  وهو العلم المختص بجمع ما ورد من وقائع حياة الرسول محمد صلى الله عليه وسلم وصفاته الخُلقية والخَلقية، مضافًا إليها غزواته وسراياه.

## تعريف السيرة النبوية
- السيرة لغة: تطلق السيرة في اللغة على السُنّة، والطريقة، والحالة التي يكون عليها الإنسان، واستخدم القرآن هذا المعنى حيث ورد: ﴿قَالَ خُذْهَا وَلَا تَخَفْ سَنُعِيدُهَا سِيرَتَهَا الْأُولَى ۝٢١﴾ [طه:21].
- واصطلاحاً: «هي ما نُقل إلينا من حياة النبي محمد ﷺ منذ ولادته قبل البعثة وبعدها وما رافقها من أحداث ووقائع حتى موته.» وتشتمل ميلاده ونسبه، ومكانة عشيرته، وطفولته وشبابه، ووقائع بعثته، ونزول الوحي عليه، وأخلاقه، وطريقة حياته، ومعجزاته التي أجراها الله على يديه، ومراحل الدعوة المكية والمدنية، وجهاده وغزواته.

وقد تكون السيرة مرادة لمعنى السنة عند علماء الحديث، وهو ما أضيف إلى النبي من قول أو فعل أو تقرير أو صفة.
كما تعني عند علماء العقيدة وأصول الدين طريقة النبي وهديه، أما عند علماء التاريخ فإنها تعني أخباره ومغازيه.

## النطاق الزماني
تشمل السيرة النبوية في نطاقها الزماني من ولادة النبي محمد عام الفيل حتى وفاته في الثاني عشر من شهر ربيع الأول من السنة الحادية عشرة للهجرة، وهي في مجملها ثلاث وستون سنة، والتي توافق ( 571 – 632 ) ميلادي.

## النطاق المكاني
ولد النبي محمد في مكة وبها عاش أكثر سنين حياته، فيها نزل عليه الوحي وهو في الأربعين من العمر، ولم يهاجر منها إلى المدينة المنورة إلا في الثالثة والخمسين من عمره، وفي المدينة عاش بقية حياته البالغة عشر سنين أو تزيد، وبالإضافة إلى مكة والمدينة فقد خرج النبي إلى الطائف مرتين قبل الهجرة النبوية وبعد فتح مكة، كما خرج إلى تبوك في أواخر حياته، وعلى هذا فيمكن اعتبار الحجاز بشكل عام هو النطاق المكاني لسيرته، وعلى هذا الأساس يمكن اعتبار هذه الرقعة هي النطاق المكاني الأصغر للسيرة النبوية، أما النطاق الأكبر فهو شبه جزيرة العرب، إذ لم يلتحق النبي محمد بالرفيق الأعلى إلّا وقد دانت لدعوته بأكملها، وقدمت إليه وفودها، وبلغت نواحيها ولاته وعماله.

## أهميتها
للسيرة النبوية أهمية عظيمة في مسيرة الحياة البشرية بشكل عام، وفي حياة المسلم بشكل خاص وذلك لأنها تعين على أمور عديدة، منها:
- أولاً: فهم القرآن:

فالقرآن نزل مُنجّمًا، تعقيبًا على الأحداث، أو تبيينًا لإشكال، أو ردًا على استفسار، أو تحليلاً لموقف من مواقف السيرة، كما حدث في مواقع بدر وأُحد والأحزاب وتبوك، وكما حدث في صلح الحديبية، وحادث الإفك وغيرها من الحوادث والمشاهد. وقراءة هذه المواقف من السيرة تساعدك في فهم ملابسات الحدث، وخلفيات الموقف، وطبيعته من الناحية المكانية والزمانية.
- ثانيًا: فهم السُّنّة:

فأحيانًا تَردُ مواقفُ السيرةِ في كُتب الحديث بشكل مقتضب جدًا، وأحيانًا يذكر أصحابُ المتون موقفًا أو موقفين في غزوة كاملة، الأمر الذي يدفع إلى مطالعة السيرة النبوية للوقوف على ملابسات الحدث وخلفياته وزمنه ومكانه، مما يعينه على فهم واستجلاء صورته الحقيقية.
- ثالثًا: فهم العقيدة الإسلامية:

وذلك من خلال السلوك العملي للنبي ﷺ عبر مسيرته الحافلة بمواقف الإيمان والثبات في مواجهة المحن والإيذاء والمساومات، وتفنيد الشبه والادعاءات التي كان يثيرها المشركون والمنافقون حول توحيد الألوهية، والبعث بعد الموت، والجنة والنار، والوحي والنبوة، وغيرها من المحاور العقدية العظمى، التي تناولتها السيرة النبوية بشكل جامع مانع.
- رابعًا: التأسي بالنبي ﷺ:

فهي تساعد على الاقتداء به في أخلاقه وسلوكه وجميع أحواله، مع أهله وأصحابه ومع أعداءه أيضاً، قال الله تعالى: ﴿لَقَدْ كَانَ لَكُمْ فِي رَسُولِ اللَّهِ أُسْوَةٌ حَسَنَةٌ لِمَنْ كَانَ يَرْجُو اللَّهَ وَالْيَوْمَ الْآخِرَ وَذَكَرَ اللَّهَ كَثِيرًا ۝٢١﴾ [الأحزاب:21].
- خامسًا: مَحبة النبي ﷺ:

وفهم سيرته من أكبر ما يقوي محبته في النفوس، ولأن محبته من الإيمان، قال الله تعالى: ﴿قُلْ إِنْ كَانَ آبَاؤُكُمْ وَأَبْنَاؤُكُمْ وَإِخْوَانُكُمْ وَأَزْوَاجُكُمْ وَعَشِيرَتُكُمْ وَأَمْوَالٌ اقْتَرَفْتُمُوهَا وَتِجَارَةٌ تَخْشَوْنَ كَسَادَهَا وَمَسَاكِنُ تَرْضَوْنَهَا أَحَبَّ إِلَيْكُمْ مِنَ اللَّهِ وَرَسُولِهِ وَجِهَادٍ فِي سَبِيلِهِ فَتَرَبَّصُوا حَتَّى يَأْتِيَ اللَّهُ بِأَمْرِهِ وَاللَّهُ لَا يَهْدِي الْقَوْمَ الْفَاسِقِينَ ۝٢٤﴾ [التوبة:24]، وقد قال النبي – صلى الله عليه وسلم -: «لاَ يُؤْمِنُ أَحَدُكُمْ حَتَّى أَكُونَ أَحَبَّ إِلَيْهِ مِنْ وَالِدِهِ وَوَلَدِهِ وَالنَّاسِ أَجْمَعِينَ» [ البخاري: 15، عن أنس ].
- سادسًا: محبة الصحابة – رضي الله عنهم:

فمن السيرة تعرف قدْرَ أبي بكر، وبذل عمر، وبلاء عثمان، وشجاعة علي، وحلم معاوية، وصبر خباب، وثبات بلال، واجتماعية الطفيل، واقتصادية ثمامة، وكرم أبي أيوب، وفقه معاذ، وهمة ابن الجموح، وفدائية ابن جحش، وقرآنية ابن مسعود، وصدق أبي ذر، وأمانة أبي عبيدة، وعبقرية الحباب، وحفظ أبي هريرة، ودهاء عمرو، وخطابة سهيل، وفروسية الزبير، وصمود سماك، وأناقة دحية، ولباقة ابن حذافة، وذكاء سلمان، وغيرهم، من الصحابة – رضوان الله تعالى عليهم جميعًا -، فضلاً عن فَضلِ أمهات المؤمنين، فمن السيرة تعرف سَبْقَ خديجة، وعِلْمَ عائشة، وفضل سودة، وبركة جويرية، وغيرهن من أمهات المؤمنين – رضي الله عنهن جميعًا -، وترى في السيرة جهادَ الصحابيات؛ وقد ضربن المثل في التضحية والبذل من أجل دين الله، فستعرف فيها: فضل سمية أيام مكة، وفضل أسماء يوم الهجرة، وفضل نسيبة بنت كعب يوم أُحد، وفضل غيرهن من الصحابيات الجليلات.

## مميزاتها
تمتاز السيرة النبوية بعدة مزايا تبعث الثقة والطمأنينة بأحداثها، ووقائعها، ومنها:
- صحتها:

تعدّ السيرة النبوية أصح سيرة لتاريخ نبي مرسل عرفته البشرية حتى يومنا هذا حيث وصلت إلينا أحداثها الثابتة من أصح الطرق، وأقواها ثبوتاً، وذلك لأن القرآن الكريم ذكر جانباً كبيراً ومهماً من أحداثها، ووقائعها، كسيرته في بعض غزواته، وعلاقاته مع أصحابه وبعض زوجاته، كما نقلت السنة جزءاً كبيراً من أحداثها، وحظيت بعناية فائقة من العلماء، لتمييز صحيحها من سقيمها، كما أن كُتّاب السيرة والمؤلفين فيها اعتمدوا الطريقة الموضوعية في تدوين أحداثها، وهي الطريقة العلمية في نقل الأخبار القائمة على دراسة الأسانيد والمتون ونقدها، ولم يقحموا تصوراتهم الفكرية، أو انطباعاتهم الشخصية، في شيء من وقائعها.
- وضوحها:

وذلك لكونها عرضت سيرة الرسول ﷺ في جميع مراحلها، منذ زواج أبيه بأمه إلى وفاته ﷺ بشكل مفصّل ودقيق مقرونة بسنوات حدوثها، دون انقطاع أو غموض، فهو كما قال بعض النقاد الغربيين: "إن محمداً ﷺ هو الوحيد الذي ولد في ضوء الشمس".
- واقعيتها:

بالرغم مما أكرم الله به نبيه ﷺ من المعجزات الباهرة، وحقق له من الانتصارات والنجاحات ما لم يحققه لغيره من البشر، فإن ذلك لم يخرجه عن بشريته وإنسانيته، أو تجعل حياته كالأساطير، ولم يحط بهالة من التقديس، تضفي عليه أوصاف الألوهية، بل كانت سيرته متوازنة في عرضها لحياته، فذكرت مواطن الثناء عليه، وذكرت مواطن العتاب له من الله تعالى.
- شمولها:

تشمل سيرة النبي ﷺ كل النواحي الإنسانية، الفردية والجماعية، فهي تحكي الجوانب الاجتماعية من حياته؛ كزواجه، وعلاقاته بزوجاته وأهله، كما تتحدث عن الجوانب الشخصية؛ كيتمه، وشبابه، واستقامته وتجارته، وتتحدث عن جوانب دعوته وما كابده في سبيل تبليغها، وتتحدث عن الجوانب السياسية والإدارية، في سياسة أمته ورعاية مصالحها، وعن الجوانب العسكرية، وسيرته في أعدائه وعلاقاته بهم.

## مصادرها

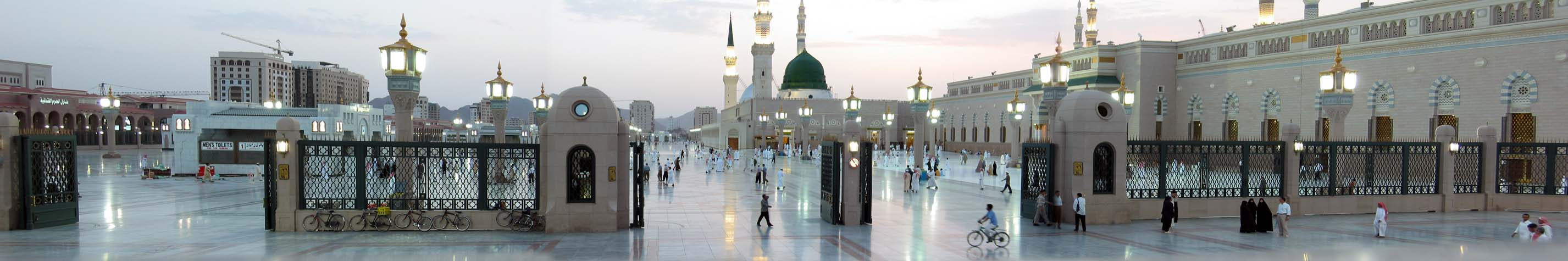
المسجد النبوي في المدينة المنورة، مع القبة الخضراء فوق قبر النبي محمد في الوسط.